# Нойштадт (Від)
Нойштадт (нім. Neustadt) — громада в Німеччині, розташована в землі Рейнланд-Пфальц. Входить до складу району Нойвід. Складова частина об'єднання громад Асбах.
Площа — 35,83 км2. Населення становить 6436 ос. (станом на 31 грудня 2020).